# Heinrich Breul

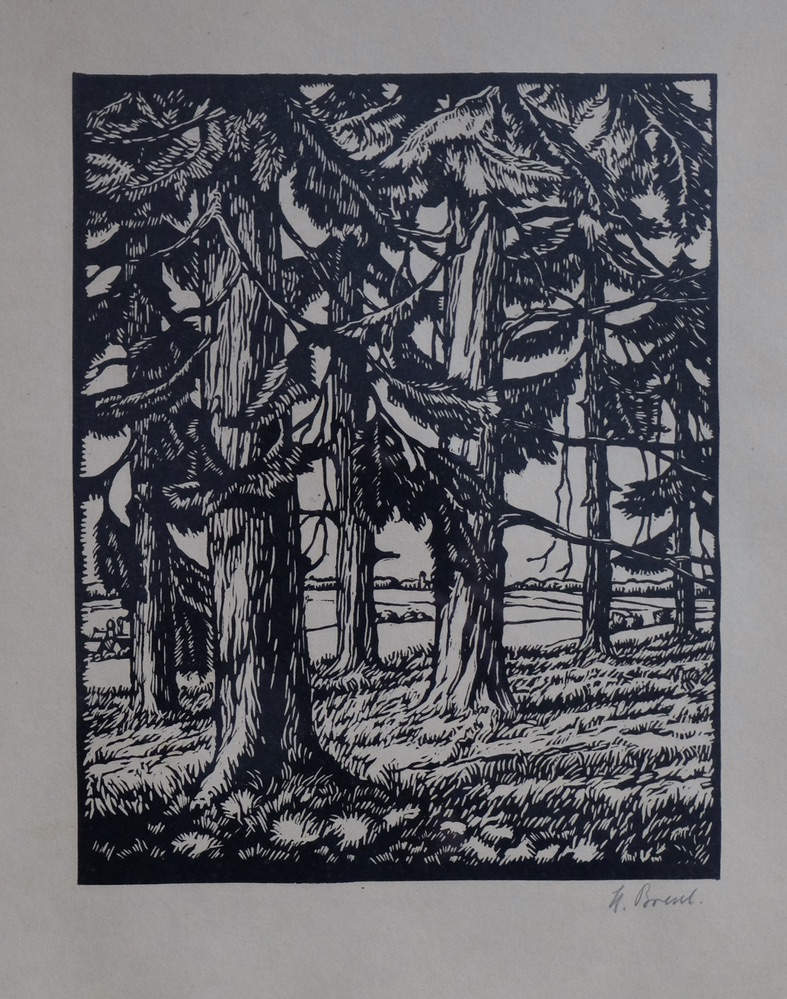
Undatierter Linolschnitt Heinrich Breuls

Heinrich Johannes Karl Breul (* 19. Mai 1889 in Kassel; † 11. Juni 1941 ebenda) war ein deutscher Maler und Zeichenlehrer.

## Leben
Heinrich Breul war der Sohn eines Schriftsetzers. Er studierte an der Kunstgewerbeschule seiner Heimatstadt und wechselte anschließend an die Kasseler Kunstakademie. Dort war Breul Student unter Carl Bantzer. Im Jahr 1919 erhielt er das Bose-Stipendium der Stadt Kassel. Der Künstler wird dem Umfeld der Willingshäuser Malerkolonie zugerechnet. Werke von ihm haben sich im Kasseler Stadtmuseum und in der Städtischen Kunstsammlung erhalten. Neben Landschaften und Porträts in Öl sind Zeichnungen und Druckgrafiken überkommen. Auch Auftragsarbeiten wie ein Werbeschild sind überliefert, ebenso eine Kopie nach alten Meistern aus der Kasseler Gemäldegalerie. Im Adressbuch der Stadt Kassel von 1929 wird er bereits als zur Ruhe gesetzt bezeichnet. Im selben Jahr bezog er sein neu erbautes Wohnhaus in der Landgraf-Karl-Straße 50, welches heute noch besteht und unter Denkmalschutz steht.